# Ctenogobiops mitodes
 Ctenogobiops mitodes es una especie de peces de la familia de los Gobiidae en el orden de los Perciformes.

## Morfología
Los machos pueden llegar a alcanzar los 5,3 cm de longitud total.

## Hábitat
Es un pez de clima tropical y asociado a los arrecifes de coral que vive entre 9-21 m de profundidad.

## Distribución geográfica
Se encuentra en el Pacífico occidental: Fiyi, Indonesia, las Islas Marshall, Nueva Caledonia, Papúa Nueva Guinea e Islas Salomón . 

## Observaciones
Es inofensivo para los humanos. 